# 西園寺実韶
西園寺 実韶（さいおんじ さねつぐ）は、江戸時代中期の公卿。関白・一条輝良の子。右大臣・西園寺賞季の養子。官位は従三位・左近衛中将。西園寺家31代当主。

## 経歴
天明2年（1782年）に叙爵。以降累進して天明6年（1786年）に従三位となり公卿に列した。この年に左近衛権少将から左近衛権中将となり、元服もしたのだが、11月23日に薨去。享年10。
西園寺賞季の子・公氏が名跡を継いだ。

## 系譜
- 父：一条輝良（1756-1795）
- 母：不詳
- 養父：西園寺賞季（1743-1800）
- 妻：不詳
- 継承者
  - 男子：西園寺公氏（1777-1793） - 西園寺賞季の子